# Filipe Figueiredo
Filipe Nobre Figueiredo é um historiador, colunista, tradutor, podcaster, youtuber, professor e analista político brasileiro formado pela Faculdade de Filosofia, Letras e Ciências Humanas da Universidade de São Paulo (FFLCH). É mais conhecido por escrever e apresentar o Xadrez Verbal, blog e podcast sobre Política internacional, tal como os programas adjacentes do portal: "Fronteiras Invisíveis do Futebol", Repertório (entrevistas), uma série especial sobre Coronavírus com Atila Iamarino e por fazer parte do canal Nerdologia desde 2016 onde apresenta o Nerdologia de História e o Nerdologia Criminosos. Também atua como jornalista, tendo escrito para portais como o HuffPost Brasil, Opera Brasil, Editora Abril, Brasil Post, escreveu semanalmente para a Gazeta do Povo de 2018 a 2024 e, atualmente, é colunista semanal do Estadão.